# Палестина (графички роман)
За друга значења, погледајте Палестина (вишезначна одредница).
Палестина је графички роман аутора Џоа Сакоа (Joe Sacco) који окупља девет бројева из серије стрипова под називом Палестина. Бави се Првом интифадом против израелске окупације палестинских територија.
Прва свеска из серијала Палестина објављена је 1993. године, а укупно их је објављено девет. Године 1993. и 1996. објављена су два тома обједињеног издања, а 2001. роман је објављен у једној књизи. Графички роман Палестина на српском језику је објављен 2007. године у издању Издавачке куће Ренде.
За овај роман Сако је награђен највишим америчким литерарним признањем "Америкен Бук Авард" (American Book Award).

## Опис романа
Стрип Палестина Џо Сако је написао и нацртао након двомесечног боравка на окупираним територијама у појасу Газе, током зиме 1991-92. године, у време када Прва интифада, побуна Палестинаца против израелске окупације, јењава. Палестина је сведочанство израелске репресије над палестинским становништвом окупираних територија, при чему Сако у свом делу нити лобира за Палестинце, нити демонизује Израелце, већ овај конфликт сагледава из позиције "слабијих".
Предговор за овај графички роман написао је Едвард Саид, Американац палестинског порекла, који се ангажовао у борби за палестинску независност и људска права, бранећи интересе свог народа. Саид је о овом делу рекао:
| „ | ... што сам више читао Сакоове стрипове Палестина, којих има десетак, и који су сада окупљени у једним корицама, то сам све више био убеђен да се овде ради о политичком и естетском делу изузетне оригиналности, потпуно различитом од било чега произашлог из дугих, често досадних и безнадежно закомпликованих дебата на које су време трошили Палестинци, Израелци и они који подржавају једне или друге... Али оно што Сакоа коначно чини тако необичним портретистом живота у Окупираним палестинским територијама јесте чињеница да се он највише бави жртвама историје. | ” |

Оно по чему се графички роман Палестина толико издваја од других сличних дела, а њеног аутор уздиже на ниво универзално значајних уметника и сведока "духа епохе" је на првом месту Сакоова задивљујућа цртачка вештина, нарочито у цртању портретисања личности. Сако цртач, баш као и Сако наратор, јесте изванредно духовит, ироничан и субверзиван. Он такође показује и изузетну способност перманентног преплитања трагичног и хуморног. Он у сваком тренутку „мајсторски 'расхлађује' призоре насиља, немоћи, неправде, суморних људских судбина, виспреним хумором који никада не прелази у 'вицкасто' бечење над згариштем." (Теофил Панчић).

## Награде и признања
Овај графички роман, стрип-репортажа, који има све одлике спољнополитичког коментара, награђен је 1996. године највишим америчким литерарним признањем "Америкен Бук Авард" (American Book Award).

## Културолошки утицај
Од прве свеске стрипа "Палестина" Сако ствара једну нову журналистичку форму, какве пре тога није било у свету. Овако представљена прича о Палестини тријумфално је обишла свет, наилазећи на неподељене похвале либералних интелектуалца.